# Boros (Name)
Boros ist ein antiker griechischer männlicher Personenname.

## Herkunft und Bedeutung
altgriechisch Βῶρος
Die Bedeutung des Namens ist unbekannt.

## Varianten
- lateinisch Borus

## Bekannte Namensträger
- der Sohn des Perieres, siehe Boros (Sohn des Perieres)
- ein Mäonier, siehe Boros (Mäonien)
- der Sohn des Penthilos, siehe Boros (Sohn des Penthilos); nach anderer Quelle aber der Sohn des Periklymenos, Nachfahre des Neleus und Vater des Penthilos